# Конституция Испании
Конституция Испании (исп. Constitución española) — высший нормативный правовой акт Королевства Испания, устанавливает в стране парламентскую монархию. Была принята на референдуме, состоявшемся 6 декабря 1978 года.

## Создание
15 декабря 1976 года по инициативе короля Испании Хуана Карлоса I, вступившего на престол после кончины Франсиско Франко, на референдуме был принят Закон о политической реформе в Испании, положивший конец политической системе франкизма и давший начало деятельности Учредительных кортесов, которая завершилась принятием новой Конституции.
Учредительные Ко́ртесы были избраны 15 июня 1977 года и состояли из двух палат: Конгресса депутатов и Сената. Кортесы избрали многопартийную Конституционную комиссию. На основе принятия 3100 поправок к первоначальному тексту, был составлен второй вариант проекта, принятый затем обеими палатами и утверждённый на референдуме.

## Содержание
Конституция 1978 года была положительно воспринята большинством населения Испании и во многом аналогична конституциям других западных стран. Она провозглашает основные права человека, общественные свободы, принцип разделения властей, народного суверенитета и объявляет Испанию социальным, демократическим, правовым государством, с политическим строем в форме парламентской монархии. Конституция 1978 года предоставила широкие права автономным областям. Предусмотрена процедура конституционного контроля, учреждён Конституционный суд Испании, решающий в том числе и проблемы разграничения полномочий между центром и регионами.

## Поправки
С созданием Европейского союза Генеральные ко́ртесы внесли изменения в ст. 13.2, позволив любому гражданину Союза, проживающему в Испании, участвовать в местных муниципальных выборах в соответствии с положениями Маастрихтского договора.